# Теракт в Алма-Ате
Теракт в Алма-Ате — террористический акт, произошедший в городе Алма-Ата Республика Казахстан 18 июля 2016 года. Убийцей оказался 26-летний приверженец салафитского джихадизма Руслан Кулекбаев, ранее проживавший в городе Байконур Кызылординской области. В результате теракта погибло 10 человек — 8 полицейских и 2 мирных жителя. В ходе погони и перестрелки с правоохранительными органами, нападавший был ранен и задержан в 11:30 по местному времени. Помимо Кулекбаева, полиция арестовала еще пятерых подозреваемых в причастности к нападению, а шестой подозреваемый был застрелен. Находясь под стражей, Кулекбаев признался в нападении, заявив, что совершил его из-за ненависти к правоохранительным органам. Преступление впоследствии было признано терактом.
Нападение произошло чуть более чем через месяц после теракта в Актобе в 2016 году, в результате которого погибли 25 человек. В ноябре 2016 года Кулекбаев был осужден по обвинению в терроризме и убийстве в результате теракта и приговорен к смертной казни. На момент отмены смертной казни в Казахстане в 2021 году он был единственным человеком, приговоренным к смертной казни в Казахстане; впоследствии его смертный приговор был заменен на пожизненное заключение. Пятеро сообщников Кулекбаева также были осуждены и приговорены к срокам лишения свободы от 3 до 10,5 лет.

## Ход событий
В 3:57 по местному времени Руслан Кулекбаев, вооруженный пистолетом, совершил свое первое убийство в пригороде Алматы, застрелив предполагаемую проститутку, уроженку Узбекистана в такси. Затем он заставил таксиста отвезти его в Алматы.
Первоначально Кулекбаев намеревался начать нападение у здания алматинского суда, но передумал, увидев там большое количество мирных жителей, и вместо этого заставил таксиста отвезти его в алматинское отделение милиции. Возле вокзала Куликбаев освободил таксиста целым и невредимым и прошел оставшееся расстояние до своей цели. Таксист позже был задержан властями после стрельбы в Алматы, но полиция отпустила водителя после того, как установила, что он не был сообщником Кулекбаева.
Приблизительно в 10:54 террорист вооруженный полуавтоматическим пистолетом МЦ 1 совершил нападение на ДКНБ и УВД Алмалинского района. Ранив постового, преступник завладел его оружием, автоматом АКС-74У. Затем Кулекбаев начал беспорядочно стрелять из автомата по находившимся поблизости милиционерам и гражданским лицам. Расстреляв несколько человек, Кулекбаев угнал автомобиль, застрелив водителя. Стрельбу зафиксировала женщина-водитель на видеорегистратор, но Кулекбаев не стал открывать огонь. Затем был убит гражданский, пожилой человек.
На угнанной машине Кулекбаев подъехал к близлежащему зданию правительства Казахстана, жилому корпусу Комитета национальной безопасности (КНБ), где застрелил и ранил еще одного полицейского и сотрудника КНБ. Раненый сотрудник КНБ позже скончался от полученных ран в больнице. Расстреляв двух офицеров, Кулекбаев угнал вторую машину, но был замечен и преследовался подъехавшими полицейскими автомобилями, когда пытался скрыться.
Во время задержания и погони «алматинский стрелок» ранил нескольких полицейских, а трое полицейских позже скончались от полученных ранений в больнице. По дороге он обстрелял полицейский автомобиль, ранив двух полицейских.
Возле здания ДКНБ Алматы Руслан Кулекбаев оказался приблизительно через десять минут. Позже террорист открыл огонь по дежурившим у здания патрульным полицейским. Были убиты двое сотрудников правоохранительных органов и один ранен. Водитель машины сбежал. Кулекбаев пытался завладеть автотранспортом служащего пограничных войск и убил его, ранив гражданское лицо.
Проезд на «красный» привлек патрульную машину, она следовала за нарушителем и остановила его, после чего террорист вновь открыл стрельбу на поражение. Двое полицейских были ранены и один смертельно. Постовой департамента госдоходов Алматы старшина Аян Галиев услышал выстрелы и выбежал из здания. Террорист выстрелил в него, но и он ранил террориста, выстрелив в него 5 раз. Аян Галиев, остановивший террориста, затем скончался в больнице.
Террориста задержали в 11:30 возле здания «Казахконцерта», то есть примерно через полтора часа после нападения на постового Алмалинского РУВД. Во время задержания были ранены двое полицейских. Кулекбаева доставили в ближайшую больницу, где ему оказали помощь в связи с огнестрельными ранениями.
Помимо обстрелов, совершенных Кулекбаевым, в тот же день по меньшей мере два других лица, связанных с Кулекбаевым, совершили отдельные нападения в Алматы и его окрестностях. Один из нападавших был убит в перестрелке с полицией, второй задержан. Через несколько дней после стрельбы в Алматы полиция Казахстана арестовала и предъявила обвинения еще четырем лицам, подозреваемым в причастности к нападению.
Министр внутренних дел Калмуханбет Касымов вылетел в Алматы по поручению Нурсултана Назарбаева.
Всего в результате теракта погибло 10 человек, были ранены шесть полицейских и трое гражданских. В городе был объявлен красный уровень террористической опасности, и стартовала антитеррористическая операция. Президент страны Нурсултан Назарбаев собрал заседание Совета безопасности страны.

## Реакция
Чечня: Глава Чеченской Республики, субъекта Российской Федерации Рамзан Кадыров на своей странице в Instagram выразил соболезнования народу Казахстана и Президенту Нурсултану Назарбаеву, а также подтвердил готовность Чечни тесно сотрудничать с Казахстаном в борьбе с терроризмом.
 Иран: Официальный представитель министерства иностранных дел Ирана Бахрам Гасеми решительно осудил нападение и заявил, что «террор и насилие в любой форме и в любом месте осуждаются и неприемлемы».

## Личность Кулекбаева
Руслан Алпысбаевич Кулекбаев родился 11 июня 1990 года в Кызылординской области, ранее проживал в городе Байконур и вырос там. У него есть брат, сестра и три младших брата.  Его родители подали в развод, когда он был еще маленьким. Учился в средней общеобразовательной школе № 8 имени Юрия Гагарина. Ушёл после 9-го класса с неполным аттестатом. По словам педагогов, тот учился средне, однако с ребятами ладил и любил играть в футбол. Учителя и знакомые сообщили, что в школе Руслан был человеком не болтливым, скрытным и замкнутым, но спортивным и показывал себя с хорошей стороны. С раннего возраста занимался кикбоксингом.
Ранее Кулекбаев был дважды судим. 1 июля 2010 года в возрасте 20 лет ограбил женщину, вырвав у неё сумку, но она стала сопротивляться. Нападавший применил силу и убежал. В сумке было 115 000 тенге и сотовый телефон. Однако бегущего Кулекбаева заметил патрульный экипаж, его задержали.
27 августа 2010 года в Енбекшинском районном суде вынесли приговор по статье 178, часть 2, УК РК («Грабёж с применением насилия») — три года условно. Кулекбаев просидел в СИЗО всего 50 дней до оглашения приговора и вышел на свободу.
14 февраля 2012 года в Таразе второй раз милиция изъяла у него револьвер системы «наган» образца 1895 года, семь патронов калибра 5,6 мм и глушитель. По его словам, он гулял в сквере возле вокзала и нашёл полиэтиленовый пакет, в котором лежал оружие и подобрал его.
8 мая 2012 года Кызылординским городским судом был приговорён по статье 251 («Незаконное приобретение и хранение огнестрельного оружия») к двум годам 11 месяцам лишения свободы. Находясь в заключении он поддержал тесную связь с салафитами.
В 2010 году он женился на женщине по имени Аяулым Умбеткулова, уроженке села Ынтымак Илийского района Алматинской области. Она родила от него двух детей. Женщина рассказала журналистам, что никогда не замечала жестокости со стороны мужа. Однако он, по ее словам, якобы всегда был строг: никогда не позволял посещать шумные тои и общаться с родными. Муж также настаивал на том, чтобы она носила хиджаб и совершала намаз, но она была против. Сам он совершал пятикратный намаз.
До нападения он проживал в Ынтымаке и зарабатывал на жизнь случайными заработками, например, продавал мобильные телефоны.

## Суд и приговор
Во время судебного разбирательства Кулекбаев вел себя очень агрессивно и отказывался сотрудничать, в какой-то момент якобы перевернув и «бросив» стол в следователя, несмотря на то, что на нем были наручники.
В отношении Руслана Кулекбаева правоохранительные органы проводили досудебное расследование по шести статьям: «Убийство», «Нападение на здания, сооружения, средства сообщения и связи или их захват», «Применение насилия в отношении представителя власти», «Акт терроризма», «Хищение либо вымогательство оружия, боеприпасов, взрывчатых веществ и взрывных устройств» и «Неправомерное завладение автомобилем или иным транспортным средством без цели хищения».
57 судебных экспертиз и опрос более 200 свидетелей были произведены в процессе расследования уголовного дела.
Руслану Кулекбаеву было предъявлено обвинение в совершении теракта, жертвами которого стали 8 сотрудников правоохранительных органов и 2 гражданских лица. Кроме того, им была предпринято покушение на убийство 3-х человек.
2 ноября 2016 года ему был вынесен смертный приговор с конфискацией имущества. Террорист сидел в одиночной камере и был лишён возможности общения с людьми. Наказание ему было заменено на пожизненное заключение.
За два года нахождения в тюрьме он предпринял две попытки покончить с собой, но сотрудники полиции предотвращали эти поступки.
После ратификации Второго Факультативного протокола к Международному пакту о гражданских и политических правах Парламентом Казахстана 29 декабря 2021 года смертная казнь в Казахстане была отменена. Смертный приговор Кулекбаеву был смягчен, и вместо этого приговор был заменен на пожизненное лишение свободы и Кулекбаев был этапирован в учреждению УК 161/3 города Житикара, колонию особого режима для пожизненно осуждённых «Чёрный беркут».
Адвокаты остальных пятерых подсудимых пытались доказать, что их клиенты практически не участвовали в нападениях, но аргумент был отклонен, и пятеро подсудимых были осуждены и приговорены к тюремному заключению на срок от 3 до 10,5 лет.